# Kurt Biedenkopf
Kurt Biedenkopf (Ludwigshafen am Rhein, 28 gennaio 1930 – Dresda, 12 agosto 2021) è stato un politico tedesco, membro del Bundestag dal 1976 al 1980 e dal 1987 al 1990, ministro presidente della Sassonia dal 1990 al 2002 e presidente del Bundesrat tedesco dal 1999 al 2000.

## Biografia

### Primi anni e attività accademica
Biedenkopf nacque a Ludwigshafen am Rhein nel 1930. Quando suo padre divenne direttore tecnico della Buna-Werke, la famiglia si trasferì a Schkopau, dove Biedenkopf frequentò la scuola. Biedenkopf studiò scienze politiche dal 1949 al 1950 al Davidson College e all'Università di Georgetown. Studiò poi economia e diritto in Germania all'Università Ludwig Maximilian di Monaco, conseguendo la laurea in giurisprudenza nel 1958. Completò poi un master nello stesso ambito nel 1962 presso la Georgetown University, dove studiò ed effettuò ricerche dal 1958 al 1959 e dal 1961 al 1962. Nel 1963 Biedenkopf completò la sua abilitazione all'Università Goethe di Francoforte. Divenne docente dell'Università della Ruhr a Bochum nel 1964 e nel 1967 fu nominato rettore delle stessa università. Fu docente e visiting professor anche all'Università Goethe di Francoforte e all'Università di Lipsia.

### Altre attività
Nei primi anni Settanta, Biedenkopf entrò nel consiglio di amministrazione di Henkel.

### Morte
Biedenkopf è morto a Dresda il 12 agosto 2021 all'età di 91 anni.